# 泰康県
泰康県（たいこう-けん）は中華民国初期及び満州国に存在した県。

## 地理
泰康県は現在の黒竜江省ドルボド・モンゴル族自治県の北部に位置した。

## 歴史
1927年5月1日、泰康設治局が設置され、竜江道の管轄とされた。同年11月14日には安達県喇嘛甸子站以西が、1929年2月には鉄道以西の林甸県の地区が泰康設治局に移管され、黒竜江省の直轄とされた。
満州国が成立すると1933年10月1日に泰康設治局は三等県の泰康県に改編、県署が小蒿子站（現在の泰康鎮）に設置され黒竜江省の管轄とされたが、1934年12月に竜江省に移管されている。1940年5月、人口が希薄なことから一時杜爾伯特旗に編入されたが、満州国の崩壊後、中華民国は1946年4月に再び泰康県を設置、県政府を泰康站に設置し嫩南行政区の管轄とし、同年5月に嫩江省に移管している.
1946年8月2日、泰康県の廃止が決定し、杜爾伯特旗に編入された。